# Köthenitz
Köthenitz ist ein mit dem Ortsteil Altkirchen der Stadt Schmölln verschmolzenes Dorf im Landkreis Altenburger Land in Thüringen.

## Geographie
Der ehemalige Ort liegt im nordöstlichen Teil der Agglomeration von Altkirchen an der Straße Köthenitzer Grund. Links davon verläuft die Landesstraße 1361 (Schmölln-Meuselwitz). Der Ort besteht aus einem Bauernhof und mehreren Häusern, so dass ungefähr 30 Einwohner in dem ursprünglichen Dorf leben. Der Gemeindeteil liegt nördlich der Blauen Flut.

## Geschichte
Erstmals urkundlich erwähnt wurde der Weiler im Zeitraum von 1181 bis 1214. Der Ortsname ist sorbischen Ursprungs. Köthenitz gehörte zum wettinischen Amt Altenburg, welches ab dem 16. Jahrhundert aufgrund mehrerer Teilungen im Lauf seines Bestehens unter der Hoheit folgender Ernestinischer Herzogtümer stand: Herzogtum Sachsen (1554 bis 1572), Herzogtum Sachsen-Weimar (1572 bis 1603), Herzogtum Sachsen-Altenburg (1603 bis 1672), Herzogtum Sachsen-Gotha-Altenburg (1672 bis 1826). Bei der Neuordnung der Ernestinischen Herzogtümer im Jahr 1826 kam der Ort wiederum zum Herzogtum Sachsen-Altenburg. Im 19. Jahrhundert wurde Köthenitz nach Altkirchen eingemeindet und verschmolz genau wie Gnadschütz mit dem Hauptort.
Nach der Verwaltungsreform im Herzogtum gehörte Köthenitz bezüglich der Verwaltung zum Ostkreis (bis 1900) bzw. zum Landratsamt Ronneburg (ab 1900). Das Dorf gehörte ab 1918 zum Freistaat Sachsen-Altenburg, der 1920 im Land Thüringen aufging. 1922 kam es zum Landkreis Altenburg.
Bei der zweiten Kreisreform in der DDR wurden 1952 die bestehenden Länder aufgelöst und die Landkreise neu zugeschnitten. Somit kam Köthenitz als Gemeindeteil von Altkirchen mit dem Kreis Schmölln an den Bezirk Leipzig; jener gehörte seit 1990 als Landkreis Schmölln zu Thüringen und ging bei der thüringischen Kreisreform 1994 im Landkreis Altenburger Land auf. Durch die Eingemeindung von Altenkirchen in die Stadt Schmölln gehört Köthenitz seitdem zur Stadt Schmölln.

## Einwohnerzahl
- 1672 - 18[6]
- 1833 - 47[6]
- 1871 - 67[6]